# Episodi di Law & Order - Unità vittime speciali (diciassettesima stagione)
La diciassettesima stagione della serie televisiva Law & Order - Unità vittime speciali, composta da 23 episodi, è stata trasmessa in prima visione negli Stati Uniti da NBC dal 23 settembre 2015 al 25 maggio 2016.
In Italia la stagione è stata trasmessa in prima visione su Premium Crime dal 13 marzo al 13 dicembre 2016. In chiaro è andata in onda per la prima volta su TOP Crime dal 22 febbraio al 3 maggio 2017.

Il cast principale durante la diciassettesima stagione:
Raúl Esparza (ADA Rafael Barba), Kelli Giddish (Det. Amanda Rollins), Mariska Hargitay (Ten. Olivia Benson), Ice-T (Det. Odafin Tutuola) e Peter Scanavino (Det. Dominick "Sonny" Carisi Jr.).

| nº | Titolo originale    | Titolo italiano          | Prima TV USA      | Prima TV Italia  |
| -- | ------------------- | ------------------------ | ----------------- | ---------------- |
| 1  | Devil's Dissections | Amicizie di vecchia data | 23 settembre 2015 | 13 marzo 2016    |
| 2  | Criminal Pathology  | Patologia criminale      | 23 settembre 2015 | 20 marzo 2016    |
| 3  | Transgender Bridge  | Adolescenti              | 30 settembre 2015 | 27 marzo 2016    |
| 4  | Institutional Fail  | Concorso di colpa        | 7 ottobre 2015    | 3 aprile 2016    |
| 5  | Community Policing  | Stupratore seriale       | 14 ottobre 2015   | 10 aprile 2016   |
| 6  | Maternal Instincts  | Istinto materno          | 21 ottobre 2015   | 17 aprile 2016   |
| 7  | Patrimonial Burden  | I Baker                  | 4 novembre 2015   | 24 aprile 2016   |
| 8  | Melancholy Pursuit  | Caccia all'assassino     | 11 novembre 2015  | 1º maggio 2016   |
| 9  | Depravity Standard  | Depravazione standard    | 18 novembre 2015  | 8 maggio 2016    |
| 10 | Catfishing Teacher  | Cattivi maestri          | 6 gennaio 2016    | 15 maggio 2016   |
| 11 | Townhouse Incident  | Una famiglia in ostaggio | 13 gennaio 2016   | 22 maggio 2016   |
| 12 | A Misunderstanding  | Incomprensioni           | 20 gennaio 2016   | 29 maggio 2016   |
| 13 | Forty-One Witnesses | Il branco                | 3 febbraio 2016   | 5 giugno 2016    |
| 14 | Nationwide Manhunt  | Caccia all'uomo          | 10 febbraio 2016  | 13 maggio 2016   |
| 15 | Collateral Damages  | Danni collaterali        | 17 febbraio 2016  | 18 ottobre 2016  |
| 16 | Star-Struck Victims | Vittime della celebrità  | 24 febbraio 2016  | 25 ottobre 2016  |
| 17 | Manhattan Transfer  | Cambio ai vertici        | 2 marzo 2016      | 1º novembre 2016 |
| 18 | Unholiest Alliance  | Scambio di favori        | 23 marzo 2016     | 8 novembre 2016  |
| 19 | Sheltered Outcasts  | Il rifugio dei reietti   | 30 marzo 2016     | 15 novembre 2016 |
| 20 | Fashionable Crimes  | Scatti proibiti          | 4 maggio 2016     | 22 novembre 2016 |
| 21 | Assaulting Reality  | Violenza in diretta      | 11 maggio 2016    | 29 novembre 2016 |
| 22 | Intersecting Lives  | Vite incrociate          | 18 maggio 2016    | 6 dicembre 2016  |
| 23 | Heartfelt Passages  | Passaggi necessari       | 25 maggio 2016    | 13 dicembre 2016 |

## Amicizie di vecchia data
- Titolo originale: Devil's Dissections
- Diretto da: Jean de Segonzac
- Scritto da: Warren Leight (sceneggiatura), Julie Martin (sceneggiatura), Kevin Fox (soggetto) e Brianna Yellen (story editor)

### Trama
L'Unità vittime speciali torna sulla spiaggia dove il serial killer Gregory Yates aveva seppellito le sue vittime, dopo che un altro corpo viene portato alla luce. Il detective Amanda Rollins fa visita a Yates in prigione per ottenere una confessione, ma lui fornisce informazioni che portano la squadra a un sospetto diverso (il dottor Carl Rudnick, che aveva eseguito l'autopsia), costringendo il sostituto procuratore Barba ad affrontare la possibilità che Yates non sia responsabile della morte di quell'uomo. Le indagini fanno venire fuori una incredibile doppia vita dell'analista patologo del distretto. 
- Guest star: Tamara Tunie (Dottoressa Melinda Warner), Dallas Roberts (Dottor Greg Yates), Elizabeth Marvel (Avvocatessa Rita Calhoun), Karen Tsen Lee (Susan Chung), Jefferson Mays (Dottor Carl Rudnick), Karen Tsen Lee (Dottoressa Susan Chung).

- Note: Questo episodio è la prima parte di una storia di due puntate che termina con "Patologia criminale" (l'episodio successivo).

## Patologia criminale
- Titolo originale: Criminal Pathology
- Diretto da: Alex Chapple
- Scritto da: Warren Leight (sceneggiatura), Julie Martin (sceneggiatura), Kevin Fox (soggetto) e Brianna Yellen (story editor)

### Trama
Il team decide di condurre un'indagine secondaria sugli omicidi di Yates quando viene scoperto il corpo smembrato della sua fidanzata. Gli indizi portano al medico legale Carl Rudnick, che non ha rivelato la sua passata collaborazione con Yates. Dopo che il sergente Benson ha arrestato Rudnick, Barba spinge la squadra dell'Unità vittime speciali a raccogliere quante più prove possibili contro di lui per ottenere una condanna. Con un processo incombente, Rudnick assume due avvocati difensori per affrontare Barba in tribunale. Nel frattempo, Rollins scopre di essere incinta. 
- Guest star: Tamara Tunie (dottoressa Melinda Warner), Vincent Curatola (giudice Al Bertuccio), Dallas Roberts (Greg Yates), Elizabeth Marvel (Rita Calhoun), Delaney Williams (John Buchanan), Jefferson Mays (dottor Carl Rudnick), Dan Daily (detective Bob Hencamp).

- Note: Questo episodio è la seconda parte di una storia di due puntate che inizia con "Amicizie di vecchia data" (l'episodio precedente).
- Citazioni: "Quindi il vostro medico legale è un travestito, stupratore ed assassino! Voi di New York siete veramente veramente all'avanguardia!" (detective Bob Hencamp,Polizia di Buffalo).

## Adolescenti
- Titolo originale: Transgender Bridge
- Diretto da: Arthur W. Forney
- Scritto da: Jill Abbinanti (sceneggiatura), Céline C. Robinson (sceneggiatura), Julie Martin (soggetto), Warren Leight (soggetto) e Brianna Yellen (story editor)

### Trama
Un'adolescente transgender, Avery, finisce in ospedale per le ferite riportate quando tre ragazzi la bullizzano e poi la spingono giù da un ponte pedonale. Sebbene Avery voglia perdonare i ragazzi, lo spietato viceprocuratore distrettuale Kenneth O'Dwyer prende il caso fuori dal Tribunale Della Famiglia e decide di processare uno dei colpevoli come adulto. Il detective Tutuola e l'Unità vittime speciali sono in conflitto sul fatto che il crimine sia conforme alle accuse, pur affrontando la delicatezza delle famiglie coinvolte.
- Guest star: Adrienne C. Moore (Cheryl McCrae), Jessica Phillips (viceprocuratrice Pippa Cox), Bill Irwin (dottor Peter Lindstrom), Danny Burstein (Eric Parker), Jolly Abraham (dottoressa Patel), Robert Sean Leonard (viceprocuratore Kenneth O'Dwyer), Christopher Dylan White (Avery Parker).

- I due attori che interpretano mamma e papà Parker erano sposi nella vita reale (e interpreti di Broadway) Rebecca Luker e Danny Burstein.

## Concorso di colpa
- Titolo originale: Institutional Fail
- Diretto da: Marta Mitchell
- Scritto da: Julie Martin (sceneggiatura), Brianna Yellen (sceneggiatura) e Samantha Corbin-Miller (soggetto)

### Trama
Quando un bambino piccolo viene trovato a vagare per strada da solo, Olivia Benson e l'Unità vittime speciali cercano la madre negligente, solo per trovare un altro bambino in pericolo nella stessa casa. Quando Benson interroga l'assistente sociale, Benson scopre che questo non visitava la casa della famiglia da mesi. Benson spinge così Barba a perseguire il supervisore dell'assistente sociale per aver falsificato i documenti. Dopo la morte di un bambino, Benson e Barba intensificano la loro causa contro i servizi sociali, che si scontra soprattutto con la resistenza del vicecapo Dodds. Nel frattempo, Dodds annuncia la promozione di Benson a tenente e che il prossimo sergente dell'Unità vittime speciali sarà suo figlio Mike. Nel frattempo la gravidanza di Amanda è sempre più evidente, e la detective è costretta ad abbandonare l'azione collaborando col dipartimento da una scrivania dell'ufficio. 
- Guest Star: Whoopi Goldberg (Janette Grayson), Peter Gallagher (William Dodds), Jessica Pimentel (Manuela Ozuna), John Magaro (Keith Musio).

## Stupratore seriale
- Titolo originale: Community Policing
- Diretto da: Jean de Segonzac
- Scritto da: Warren Leight (sceneggiatura), A. Zell Williams (sceneggiatura), Kevin Fox (soggetto), Brianna Yellen (story editor)

### Trama
Mentre l'Unità vittime speciali è alla ricerca di un sospetto di stupro, gli investigatori del 27º distretto sparano e uccidono un uomo di colore disarmato. Gli Affari Interni indagano sull'accaduto, ma sotto l'intensa pressione del sindaco e del procuratore distrettuale, Barba porta il caso a un gran giurì per incriminare la polizia. Mentre Benson crede che gli investigatori stessero seguendo la procedura, Barba non è d'accordo, creando una tesa divisione tra il tenente appena nominato e il viceprocuratore. Nel frattempo, Rollins si vede con il tenente Murphy, ovvero il padre del bambino che porta in grembo, per discutere sul futuro del nascituro.
- Guest star: Robert John Burke (tenente Ed Tucker), Michael Potts (sergente Cole Draper), Chandra Thomas (Patricia Reynolds), Scott William Winters (detective Joe Dumas), Dashiell Eaves (sergente Kevin Donlan), Leslie Odom Jr. (reverendo Curtis Scott), Donal Logue (tenente Declan Murphy), Isiah Whitlock Jr. (capitano Reece).

## Istinto materno
- Titolo originale: Maternal Instincts
- Diretto da: Michael Pressman
- Scritto da: Warren Leight (sceneggiatura), Julie Martin (sceneggiatura), Robert Brooks Cohen (soggetto), Brianna Yellen (story editor)

### Trama
Mentre la madre di Rollins le organizza una festa per il bambino, l'Unità vittime speciali viene chiamata in hotel dopo che una violinista è stata violentata dal suo collega flautista, Anton. L'uomo non ha ricordi delle sue malefatte e afferma di essere stato drogato e derubato da una escort. Quando arriva il filmato della sicurezza, Rollins vede che è stata sua sorella fuggitiva, Kim, a rubare il flauto di Anton, portandola a dover rintracciare sua sorella prima che Benson e Tutuola scoprano il suo segreto. Nel frattempo, il vicecapo Dodds presenta suo figlio Mike come nuovo sergente dell'Unità vittime speciali.
- Guest Star: Virginia Madsen (Beth Anne Rollins), Andy Karl (Mike Dodds), Peter Gallagher (vicecapo William Dodds), Zach McGowan (Anton Krasnikov), Elizabeth A. Davis (Alessandra Bay), Lindsay Pulsipher (Kim Rollins).

## I Baker
- Titolo originale: Patrimonial Burden
- Diretto da: Martha Mitchell
- Scritto da: Jill Abbinanti (sceneggiatura), Céline C. Robinson (sceneggiatura), Warren Leight (soggetto) e Julie Martin (soggetto)

### Trama
L'Unità vittime speciali è costretta a indagare sulla tredicenne incinta Lane Baker proveniente da una famosa famiglia di reality TV con 10 figli. Dopo l'iniziale esitazione dei genitori a far parlare la ragazza con gli investigatori, Lane confessa che il cameraman della famiglia ha fatto sesso con lei. Tuttavia, il cameraman mostra dei filmati in cui Lane sta coprendo suo fratello, Graham, che ha diverse accuse passate di cattiva condotta sessuale. Quando l'Unità vittime speciali esamina l'albero genealogico, Benson e il detective Carisi si rendono conto che ci sono prove di un insabbiamento, non solo all'interno della famosa famiglia ma anche nell'intera comunità della piccola città. Nel frattempo, Rollins ha problemi di salute durante la gravidanza e riceve l'ordine di riposare a letto.
- Guest star: Ryan Devlin (Pastore Gregory Eldon), Karen Tsen Lee (Susan Chung), Andy Karl (Mike Dodds), Victoria Leigh (Lane Baker), Geneva Carr (Pam Baker), Karen Tsen Lee (Dottoressa Susan Chung).
- Citazioni: "Non mi piace il golf e non mi piacciono le piccole città, figuriamoci chi gioca a golf nelle piccole città!" (detective Fin Tutuola)

## Caccia all'assassino
- Titolo originale: Melancholy Pursuit
- Diretto da: Michael Pressman
- Scritto da: Warren Leight (sceneggiatura), Julie Martin (sceneggiatura), Brianna Yellen (soggetto) e Samantha Corbin-Miller (soggetto)
- Note: l'episodio fa riferimento all'Omicidio di Yara Gambirasio

### Trama
Una ragazza scompare e l'Unità vittime speciali viene chiamata per ritrovare la quindicenne. Quando la ragazza viene trovata morta, il sergente Dodds inizia a sentirsi sopraffatto dal caso. Gli investigatori ottengono una svolta quando la dottoressa Warner riesce a ottenere una corrispondenza parziale del DNA, ma presto si trasforma in un rompicapo per Benson, poiché la corrispondenza di DNA è con un uomo morto che ha avuto molti figli con donne diverse. Mentre l'Unità vittime speciali cerca di districarsi attraverso una complicata storia familiare, Dodds diventa determinato a trovare l'uomo responsabile.
- Guest star: Andy Karl (Mike Dodds), Alexandra Wentworth (signora nel parco), Brian Avers (George Marino), Nick Cordero (Robby Marino), Jonathan Judge-Russo (Gary Ryan), Tamara Tunie (dottoressa Melinda Warner).

## Depravazione standard
- Titolo originale: Depravity Standard
- Diretto da: Martha Mitchell
- Scritto da: Ed Zuckerman

### Trama
Tre anni dopo che Benson lo ha arrestato, Lewis Hodda rifiuta un patteggiamento per l'accusa di rapimento. Quando i genitori del ragazzo rapito si rifiutano di lasciarlo testimoniare, Barba deve processare Hodda con l'accusa di omicidio per un rapimento del 1999, gestito sempre da Benson. Le tattiche di interrogatorio di Benson vengono prese di mira e l'esperto avvocato difensore assume l'ex collega dell'Unità vittime speciali, il dottor Huang, che ha chiesto il prepensionamento ed ora si occupa di consulenze legali private, per sfidare il caso già traballante di Barba in tribunale. Nel frattempo, Amanda Rollins va in travaglio e affronta difficoltà estreme.
- Guest star: Liza Colón-Zayas (Delores Rodriguez), BD Wong (dottor George Huang), Tom Sizemore (Lewis Hodda), Alex Karpovsky (Stephen Lomatin).
- Nota: la trama riprende la storia di Lewis Hodda già vista nella quattordicesima stagione, nell'episodio 14x05, che, a sua volta, era la risoluzione di un caso avvenuto nel 1999, durante la prima stagione della serie.
- Nota: l'attore BD Wong torna nella serie come guest star per l'ultima volta, sempre nel ruolo dello psichiatra forense dottor George Huang, dopo aver fatto parte del cast regolare durante le stagioni da due a dodici. L'attore ha collezionato un totale di 143 apparizioni, divisi in quindici stagioni.

## Cattivi maestri
- Titolo originale: Catfishing Teacher
- Diretto da: Michael Slovis
- Scritto da: Kevin Fox

### Trama
Un'insegnante di scuola superiore fa sesso con due dei suoi studenti. Un altro studente, Zack Foster, riceve messaggi sul telefonino, presumibilmente da lei, per incontrarla in una stazione ferroviaria e portare il suo passaporto. Tuttavia, lei non si fa viva e Zack viene, invece, rapito dal suo allenatore di wrestling, che ha un passato di molestie ai suoi atleti. Zack viene portato in un capanno in Pennsylvania dove viene rintracciato dalla squadra. Quando i genitori di Zack si rifiutano di farlo testimoniare in tribunale, l'Unità vittime speciali si rivolge a un'altra vittima, Nat Dennehy, che risiede ancora a New York. Anche Nat si rifiuta di testimoniare, ma va a casa dell'allenatore per ottenere una confessione da lui. Nel frattempo, Rollins si adatta alla maternità con sua figlia.
- Guest star: Robert Sean Leonard (viceprocuratore distrettuale Kenneth O'Dwyer), Kelli Barrett (Phoebe Burnap), Charlotte Cabell & Vivian Cabell (Jesse Rollins).

## Una famiglia in ostaggio
- Titolo originale: Townhouse Incident
- Diretto da: Nick Gomez
- Scritto da: Brianna Yellen

### Trama
Lucy, la babysitter di Noah, chiede a Olivia Benson di andare a casa di una famiglia per cui lavora, perché ha notato qualcosa di strano. Olivia accetta e si ritrova nel mezzo di una violenta invasione domestica dove diventa un ostaggio. Per proteggere la famiglia e salvarsi la vita, Benson lavora per entrare nella testa dei criminali, mentre il resto della squadra e l'appena promosso capitano Ed Tucker dell'Ufficio per gli affari interni (IAB) lavorano sulla situazione dall'esterno per salvare il tenente.
- Guest star: Cole Bernstein (Tess Crivello), Josh Saviano (consulente Don Taft), Andy Karl (Mike Dodds), Robert John Burke (capitano Ed Tucker), Joe Reegan (Joe Utley), James McMenamin (Ralph Volkov), Amber Skye Noyes (Roxie Volkov), Jack Gore (Luca Crivello), Wendy Hoopes (Lisa Crivello).

## Incomprensioni
- Titolo originale: A Misunderstanding
- Diretto da: Mariska Hargitay
- Scritto da: Céline C. Robinson

### Trama
Un tipico caso di stupro arriva sulla scrivania di Benson dopo che Rita Calhoun lo ha portato alla sua attenzione. Con l'Unità vittime speciali ora invischiata in un caso oscuro, gli investigatori devono superare le emozioni di due studenti delle superiori mentre i genitori cercano di salvare il futuro dei loro figli. Quando Barba porta il caso in giudizio, vengono smascherate bugie che rendono il suo perseguimento ancora più difficile.
- Guest star: Elizabeth Marvel (Rita Calhoun).

## Il branco
- Titolo originale: Forty-One Witnesses
- Diretto da: Michael Pressman
- Scritto da: Robert Brooks Cohen

### Trama
Quando una donna ubriaca viene violentata da tre ragazzi fuori dal suo condominio, l'Unità vittime speciali indaga, solo per scoprire che ci sono più testimoni che non hanno chiesto aiuto. Mentre la donna si sforza di ricordare cosa le è successo, Benson e Barba devono fare i conti con l'inaffidabilità di quei testimoni nel fare un'identificazione degli aggressori. Il caso prende una svolta quando Carisi riesce a convincere un testimone senza pretese a farsi avanti e testimoniare in tribunale.

## Caccia all'uomo
- Titolo originale: Nationwide Manhunt
- Diretto da: Alex Chapple
- Scritto da: Warren Leight e Julie Martin

### Trama
Benson chiama il sergente della polizia di Chicago Voight dopo che Gregory Yates, che hanno arrestato insieme l'anno scorso, afferma che alcuni dei resti non identificati della spiaggia hanno legami con Chicago. Voight manda i detective Lindsay e Dawson a New York per interrogare Yates. Tuttavia, quando Benson, Barba e Dodds tornano a Green Haven per incontrarsi di nuovo con Yates, scoprono che è scappato con il collega detenuto, il dottor Carl Rudnick, innescando una massiccia caccia all'uomo.
- Guest star: Dallas Roberts (Greg Yates), Jefferson Mays (dottor Carl Rudnick), Jason Beghe (Hank Voight), Sophia Bush (Erin Lindsay), Jon Seda (Antonio Dawson).

- Questo episodio inizia un crossover con Chicago P.D, che si conclude nell'episodio "La canzone di Gregory Williams Yates".

## Danni collaterali
- Titolo originale: Collateral Damages
- Diretto da: Rosemary Rodriguez
- Scritto da: Samantha Corbin-Miller

### Trama
L'Unità vittime speciali va sotto copertura per arrestare un ex campione di boxe sospettato di avere rapporti sessuali con minori. Quando effettuano l'arresto, il pugile fa un patto con Barba per catturare i pedofili attivi nella distribuzione di materiale pedopornografico online. Gli investigatori rintracciano l'indirizzo di un pedofilo online ma, quando scoprono che l'uomo è un alto funzionario di polizia, la cui moglie è anche un avvocato che ha già lavorato con l'Unità in casi precedenti, Benson si ritrova a dover gestire delicatamente questo caso scomodo. Nel frattempo, a Dodds viene offerto un posto nella task force congiunta sul terrorismo da suo padre, ma decide di rimanere con l'Unità vittime speciali, andando coraggiosamente contro i desideri del vicecapo.
- Guest star: Peter Gallagher (vicecapo William Dodds).

## Vittime della celebrità
- Titolo originale: Star-Struck Victims
- Diretto da: Michael Pressman
- Scritto da: A. Zell Williams

### Trama
Kristi Cryer, una vlogger, riferisce di essere stata violentata da un barista. Tuttavia, durante le indagini, viene rivelato che è stata violentata anche da un famoso attore, Bobby D'Amico, che ha legami con il NYPD. Con prove minime e poche conferme del racconto della vittima, Barba decide di ritirare le accuse, spingendo Rollins a fare un periodo sotto copertura. Il lavoro sotto copertura di Rollins dà credito alla denuncia di stupro di Kristi, ma entrano in gioco ragionevoli dubbi e sorgono accuse secondo le quali l'Unità vittime speciali ha incastrato l'attore.
- Guest star: Vivien Cardone (Kristi Cryer), James Madio (Noel Panko), Craig Bierko (Bobby D'Amico).

## Cambio ai vertici
- Titolo originale: Manhattan Transfer
- Diretto da: Alex Chapple
- Scritto da: Julie Martin (soggetto), Warren Leight (soggetto), Kevin Fox (sceneggiatura), Brendan Feeney (sceneggiatura)

### Trama
Carisi viene mandato in un bordello per portare a termine un'operazione sotto copertura ma, quando vengono effettuati gli arresti, si scopre che anche la Buoncostume sta conducendo un'operazione. Benson riceve pressioni dal capitano della Buoncostume per far cadere il caso, quindi si rivolge a Tucker degli Affari Interni per indagare sulla polizia coinvolta. Tucker scopre che suo cugino, prete in una chiesa cattolica locale, conosceva le vittime, ma un'amichevole visita di famiglia si trasforma presto in sospetto. Quando Barba ottiene informazioni sul caso dal monsignore della chiesa, rivela a Benson che Tucker potrebbe coprire i crimini commessi dai poliziotti della Buoncostume. Benson rivela con esitazione di essere sentimentalmente coinvolta con Tucker, provocando la sua sospensione dall'Unità vittime speciali.
- Guest star: Robert John Burke (capitano Ed Tucker), Michael O'Keefe (padre Eugene O'Hanigan), Abigail Savage (sorella Nina Kelly), Karen Tsen Lee (Dottoressa Susan Chung).
- Curiosità: il titolo dell'episodio cita il famoso complesso musicale statunitense The Manhattan Transfer.
- Nota: questo episodio è la prima parte di una storia in due puntate che termina con l'episodio successivo Scambio di favori.
- Citazioni: "Stuprare delle sedicenni mentre siete in servizio è il vostro usuale modus operandi?" (capitano Ed Tucker)

## Scambio di favori
- Titolo originale: Unholiest Alliance
- Diretto da: Jean de Segonzac
- Scritto da: Warren Leight (sceneggiatura), Julie Martin (sceneggiatura), Kevin Fox (soggetto), Brendan Feeney (soggetto) e Brianna Yellen (story editor)

### Trama
Con Benson temporaneamente fuori dall'Unità vittime speciali, gli investigatori lavorano per rivelare un massiccio insabbiamento nella chiesa cattolica. Quando il loro principale testimone dei crimini viene assassinato, devono capire chi è il responsabile all'interno del clero. Mentre indagano su varie piste, si scopre che il cugino di Tucker ha un oscuro segreto che potrebbe aiutare Benson e Tucker a mantenere il loro lavoro, oltre ad arrestare i criminali coinvolti.
- Guest star: Robert John Burke (capitano Ed Tucker), Frank Vincent (vescovo Catalano), John Ales (detective Tom Russo), Sahr Ngaujah (padre Victor Akintola), Brock Yurich (Lance Woodstone), Peter Gallagher (vicecapo William Dodds), Jonathan Cake (monsignore Mulregan).
- Nota: questo episodio è la seconda parte di una storia in due puntate che inizia con l'episodio precedente Cambio ai vertici.

## Il rifugio dei reietti
- Titolo originale: Sheltered Outcasts
- Diretto da: Mariska Hargitay
- Scritto da: Ed Zuckerman

### Trama
Con Carisi sotto copertura in un rifugio per senzatetto, si verifica un altro stupro dopo una recente serie di attacchi nelle vicinanze. Cercando di determinare se uno dei residenti sia il responsabile, Carisi si mette in difficoltà con i membri del rifugio e della comunità. Quando un sostenitore del rifugio viene ucciso, Benson discute di ritirare Carisi, ma alla fine decide di rimandare per informazioni ottenute da alcuni membri del rifugio. Quando viene stuprata ed uccisa una psicoterapeuta legata al gruppo in cui Carisi si è inserito sotto copertura appare chiaro che l'omicidio è legato agli stupri del passato di qualcuno del rifugio. Ulteriori indagini sembrano far convergere i sospetti su uno specifico membro che era presente anche nel caso del passato, ma le cose potrebbero essere più complesse della semplice deduzione iniziale.
- Guest star: Michael Rapaport (pregiudicato Richie Caskey), Scott Grimes (avvocato Tom Zimmerman), Kevin Tighe (pregiudicato Gregory Searle).
- Nota: l'attore Kevin Tighe riprende il ruolo dello stupratore Gregory Searle, già apparso nella nona stagione nell'episodio 9x02 "Avatar". La partecipazione all'episodio nel 2016 risulta essere anche la sua ultima apparizione televisiva e cinematografica.
- Citazioni: "Stupratori ed assassini mica lo hanno scritto in fronte, per questo ci pagano!" (Amanda Rollins)

## Scatti proibiti
- Titolo originale: Fashionable Crimes
- Diretto da: Martha Mitchell
- Scritto da: Penelope Koechl e Jill Lorie Hurst

### Trama
Sally Landry è un'aspirante modella di diciassette anni che sta muovendo i primi passi nel mondo della moda, e, all'insaputa del suo fidanzato, che le fa anche da manager, decide di fare un provino dai Fratelli Gilbert, due noti esponenti del mondo modaiolo newyorkese. Durante il provino con il fotografo Alvin Gilbert qualcosa però va storto, ed il fotografo si approfitta della modella, perdipiù con la complicità della sua assistente che fa bere molto la ragazza con la scusa di farla rilassare e scatta delle foto durante la violenza. Successivamente Sally viene ricoverata in ospedale per un malore, e racconta ad Olivia ed Amanda, intervenute al Mercy Hospital, di essere stata violentata dal famoso fotografo, con il particolare dell'assistente Nora che non ha fatto nulla per fermarlo. Precedenti accuse verso l'uomo risalenti a dodici anni prima richiedono una consulenza speciale, e quindi l'ex sergente del distretto, ormai in pensione, John Munch aiuta la squadra dell'Unità vittime speciali ad interrogare le precedenti clienti del fotografo, molte delle quali ammettono di aver subito pressioni per fare sesso con lui, ma si rifiutano di testimoniare perché potrebbe mettere a repentaglio la loro carriera, ormai lanciata, di modelle d'alta moda. La dinastia dei Gilbert è una vera istituzione nel mondo della moda, e quindi intoccabile, ma pare nascondere scottanti segreti incoffessabili. 
- Guest star: Richard Belzer (John Munch), Sandrine Holt (Nora Wattan), Hari Dhillon (Sunil Varma), Francesca Faridany (Claire Gilbert), Fisher Stevens (Alvin Gilbert), Griffin Dunne (Benno Gilbert), Tom Pelphrey (Matt Kroger), Virginia Gardner (Sally Landry), Charlotte Cabell & Vivian Cabell (Jesse Rollins).
- Citazioni "Tutto questo è già un risultato, la dinastia dei Gilbert non ha mai cadute d'immagine" (Viceprocuratore Barba).
- Curiosità: Questo è l'ultimo episodio in cui appare il personaggio di John Munch.
- Curiosità: La canzone in riproduzione durante il servizio fotografico di apertura è "Do What U Want" di Lady Gaga con R. Kelly. A causa delle accuse di molestie sessuali e aggressione contro R. Kelly, Lady Gaga ha in seguito fatto rimuovere quella versione del brano dai servizi di streaming e dagli store digitali. La strofa cantata da Kelly non si sente durante l'episodio. Attualmente la canzone è ancora disponibile, ma solo in una versione solista del brano con Lady Gaga, oltre ad un remix in cui la voce di Christina Aguilera sostituisce quella di R. Kelly.

## Violenza in diretta
- Titolo originale: Assaulting Reality
- Diretto da: Alex Chapple
- Scritto da: Julie Martin (sceneggiatura), Warren Leight (sceneggiatura), Brianna Yellen (soggetto e sceneggiatura), Robert Brooks Cohen (soggetto e sceneggiatura)

### Trama
Quattro ragazze bellissime si contendono il cuore del ragazzo dei loro sogni, Ryan, tra giri in elicottero, uscite in carrozza ed altri appuntamenti da sogno. Ma le telecamere notturne hanno ripreso una scena di sesso non desiderata, di cui la protagonista, per altro non ricorda nulla! Melanie, la concorrente del reality show televisivo più seguito d'America, Heart's Desire, afferma in diretta di essere stata violentata, e che era vergine. Amanda vede da casa sua lo show, inizialmente si pensa ad una finzione, ma gli argomenti dello spettacolo sono di solito ben diversi. A quel punto l'Unita vittime speciali decide di intervenire. Quando interrogano l'uomo che era coinvolto con la vittima, scoprono che è innocente, perché è stato un altro uomo in casa ad aver commesso il crimine, Ryan confessa in seguito alla SVU di aver deciso di non dire nulla pur di non essere eliminato dalla trasmissione. Nel frattempo, gli showrunner dello spettacolo, i coniugi Prince, nascondono le prove alla polizia, cercano di far passare Melanie per pazza e danno la colpa in diretta al loro produttore esecutivo. La SVU decide di usare le stesse armi dei resposabili dello spettacolo contro di loro, le telecamere.
- Guest star: Robert John Burke (capitano Ed Tucker), Comfort Clinton (concorrente Melanie Connor), Wendie Malick (showrunner Regina Prince), Michael Gross (showrunner Jeffrey Prince), Charlotte Cabell & Vivian Cabell (Jesse Rollins), Larisa Oleynik (producer Lizzie Bauer), Jordan Bondurant (Graham Turco).
- Citazioni: "Lezione numero due, se è un reality show, non c'è niente di reale!" (Assistente di studio del reality show)

## Vite incrociate
- Titolo originale: Intersecting Lives
- Diretto da: Jonathan Starch
- Scritto da: Julie Martin e Warren Leight

### Trama
Durante una cena in famiglia tra Fin Tutuola e suo figlio Ken, quest'ultimo riceve una richiesta di aiuto da una sua assistita, un'ex detenuta che dice di essere stata violentata. L'autore del crimine è un tutore della legge, l'ufficiale penitenziario del carcere di Rikers di nome Gary Munson, che però nega l'accusa, dicendo che la presunta vittima è inaffidabile. Barba chiede all'Unità vittime speciali di indagare silenziosamente sull'affermazione interrogando Munson ed altri ufficiali su un presunto giro di abusi delle detenute, con un preciso target, femmine di venti o trenta anni di colore, preferibilmente deboli e senza famiglia. Dopo che Munson viene arrestato, Barba riesce ad ottenere un atto d'accusa, grazie anche alla testimonianza di una collega del secondino che a lungo si è prestata a fargli da palo. Durante il processo, però, il viceprocuratore viene minacciato di morte in pubblico da un delinquente tra il pubblico, e dietro pare esserci il sindacato dell'ufficiale penitenziario .
- Guest star: Brad Garrett (Gary Munson), Andy Karl (Mike Dodds).
- Questo episodio è la prima parte di una storia in due puntate che si conclude con l'episodio successivo Passaggi necessari.

## Passaggi necessari
- Titolo originale: Heartfelt Passages
- Diretto da: Alex Chapple
- Scritto da: Warren Leight e Julie Martin

### Trama
Lisa, la moglie dell'ufficiale penitenziario Munson, chiede l'aiuto di Benson perché intende divorziare dal marito. Il sergente Dodds si offre volontario per accompagnare Benson a casa Munson, dove Lisa fa i bagagli per partire con i suoi figli. Quando Benson esce per portare i bambini in macchina, Munson brandisce una pistola e prende in ostaggio Dodds e Lisa. Segue una lotta per la pistola, che provoca la scarica di un proiettile nell'addome di Dodds. Sebbene sopravviva all'intervento chirurgico, Dodds subisce un ictus nell'unità di terapia intensiva e muore dopo che si sono formati coaguli di sangue nel suo cervello. Nel frattempo, Barba cerca l'aiuto dell'Unità vittime speciali mentre le minacce che sta ricevendo continuano; Tucker rivela a Benson che intende andarsene dagli Affari Interni e avviare negoziati sugli ostaggi; e Carisi mette in attesa i suoi piani per diventare un viceprocuratore distrettuale.
- Guest star: Robert John Burke (capitano Ed Tucker), Andy Karl (Mike Dodds), Bill Irwin (dottor Peter Lindstrom), Peter Gallagher (William Dodds), Brad Garrett (Gary Munson).